# 彼岸花の幻想
『彼岸花の幻想』（ひがんばなのげんそう、英:Vision of higanbana / Meditation higan-bana）作品6は、日本の作曲家、八村義夫が作曲したピアノ独奏曲である。

## 作曲の経緯
1969年、桐朋学園「子供のための音楽教室」の委嘱により作曲された。

## 初演
1969年7月16日、「子供のための現代ピアノ音楽集」発表会において、田中節夫の演奏により初演された。

## 楽曲解説
作曲者本人は、この曲について「この曲で意図しているのは、或る、透明で不吉な予感である」とコメントを残している。また、幼少期に見た彼岸花のもつ、予兆を感じさせる印象の影響についても触れている。
大きく分けて、A-B-A-C-Aの三部形式である。
冒頭に現れる、F→E→Dの、三つの音がモットーとなっている。
ペダルを踏んだまま、F→E→Dのように、隣接する三つの鍵盤を押さえてゆき、小さなクラスターを形成する三連音モットーに続いて、短2度のぶつかりを鋭く連打するモチーフが現れる。モットーと連打モチーフがそれぞれ再提示されると、不協和音の連鎖的な上昇モチーフが現れる。このモチーフは、和音の最高音を拾いだした際にみられるGis→A→D→Cisのような、短2度の音程を軸にして作られている。
不協和音を叩き付け、フェルマータで消えてゆくと、C→A→C→Gis→Hという旋律に導かれて、B部分が開始される。この部分の前半においては、A部分に比して広めの音程が用いられており、旋律的な動きが聴かれるが、ほどなくして短2度音程を基本においた動きに戻ってゆく。不協和音が続いたのち、短2度音程のトリルが連続して響く中、半音階的に動く旋律が現れる。再び不協和音の連鎖が始まり、幅の広いアルペジオを用いてクライマックスを形成すると、加速と減速を頻繁に繰り返す部分となる。これが静かに消えてゆくと、A部分の再現となる。
冒頭の三連音モットー、短2度の連打モチーフ、不協和音の連鎖的な上昇モチーフが、形通りに再現される。
突如、やや速度を速めてC部分となる。うねるように上昇し、和音を幾度も叩き付けてから、崩れ落ちるような音形で一旦音が途切れると、A→Fis→Fis→Dという、ニ長調主和音の下降するアルペジオが静かに響き始める。この、ニ長調の主題について、作曲者本人は、アフリカのブッシュマンの音楽に影響されたものであると述べており、ブッシュマンが親指ピアノで演奏している、Fis→A→Fis→Fisという音形を、風景画のようにはめ込んだと述べている。1969年の時点で三和音が解禁された前衛ピアノ作品はこのほかには松村禎三の「ギリシヤに寄せる二つの子守唄」とサルヴァトーレ・シャリーノの「2台のピアノのためのソナタ」くらいしか見当たらず、新ロマン主義の先駆といえる試みであった。
絶え間なく続くアルペジオに、次第に別の調に属する音が混ざりはじめ、スタッカートで奏される旋律が現れると、アルペジオにHの音が混ざり、付加六の和音のような響きを残して消えてゆく。低音域から、モットーの変形とみられるコラールが立ちのぼり、余韻を長く残して、静かに終結する。

## 出版
- 『こどものための現代ピアノ曲集 2』春秋社　ISBN-13: 978-4393914328

## 録音
- 『ブリージング・フィールド』に収録されている。（ピアノ:高橋アキ）カメラータ・トウキョウ、CMCD-50036
- レコード『監修・別宮貞雄 こどものための現代ピアノ曲集２ 桐朋学園音楽教室編』（ピアノ:田中節夫, 当時中学二年）日本コロムビア、1970年、ELS-3226〜7
- ピアノ淡彩画帖 - 松谷翠 カメラータ・トウキョウ